# Futsal en los Juegos Centroamericanos
Hasta el momento se han realizado 2 torneos de futsal en la rama masculina (Guatemala 2001 y San José 2013). Si bien no se jugaron en los años 2006 y 2010, se espera que la disciplina se juegue de manera constante a partir de los juegos del 2013.

## Historial
| Guatemala 2001 | Costa Rica    | Guatemala     | Nicaragua     |               |               |               |
| Managua 2006   | No se disputó | No se disputó | No se disputó | No se disputó | No se disputó | No se disputó |
| Panama 2010    | No se disputó | No se disputó | No se disputó | No se disputó | No se disputó | No se disputó |
| San Jose 2013  | Guatemala     | Panamá        | Costa Rica    |               |               |               |
| Managua 2017   | Panamá        | Costa Rica    | Nicaragua     |               |               |               |

## Medallero
| Núm. | País       | Oro | Plata | Bronce | Total |
| ---- | ---------- | --- | ----- | ------ | ----- |
| 1    | Costa Rica | 1   | 1     | 1      | 3     |
| 2    | Guatemala  | 1   | 1     | 0      | 2     |
| 3    | Panamá     | 1   | 1     | 0      | 2     |
| 4    | Nicaragua  | 0   | 0     | 2      | 2     |
|      | TOTAL      | 3   | 3     | 3      | 9     |

- Datos: Q16570180